# Exit (utwór U2)
"Exit" to piosenka rockowej grupy U2, pochodząca z jej wydanego w 1987 roku albumu, The Joshua Tree. Inspiracją do jej stworzenia była powieść The Executioner's Song Normana Mailera. "Exit" jest ponurą piosenką, opowiadającą o mordercy ogarniętym obsesją czegoś, co sam nazywa "hands of love". Utwór rozpoczyna się tak cicho, że jest niemal niesłyszalny. Następnie piosenka staje się coraz głośniejsza, po czym znów powraca do wcześniejszejszego brzmienia. "Exit" jest jedną z najmroczniejszych i najostrzejszych piosenek, jakie zespół kiedykolwiek nagrał.
Oryginalne wydanie albumu błędnie wskazywało zakończenie piosenki "One Tree Hill" na 4:43 min., a rozpoczęcie "Exit" na 4:53 min. Pomyłka ta została naprawiona przy okazji wydania kolejnych edycji płyty.
Piosenka została wykonana po raz pierwszy na żywo 8 marca 1987 roku, w programie telewizyjnym Old Grey Whistle Test. "Exit" była grana 109 razy podczas wszystkich koncertów w ramach trasy Joshua Tree Tour. Jedno z tych wykonań, nagrane w Denver, zostało umieszczona w filmie Rattle and Hum. Od tego czasu piosenka została zagrana tylko jeden raz, 14 października 1989 roku, podczas koncertu w Melbourne, w ramach trasy Lovetown Tour.